# Het einde van een plan
Het einde van een plan is een hoorspel naar het toneelstuk Das Ende eines Planes van Erich Froitzheim. Het werd vertaald en bewerkt door Léon Povel en de KRO zond het uit op zondag 21 november 1965. De regisseur was Léon Povel. De uitzending duurde 66 minuten.

## Rolbezetting
- Rob Geraerds (Roblek, groepsleider)
- Huib Orizand (Karschewski, kampcommandant)
- Paul van der Lek (Lücke, lid van de kampleiding)
- Harry Bronk (Sonnyboy, ordonnans bij de kampleiding)
- John Koch (hospitaalsoldaat)
- Frans Somers (Siebel)
- Louis de Bree (Eichhorn)
- Han König (Rohling)
- Hans Veerman (Tillman)
- Piet Römer (Plömbke, leider van het brugcommando)
- Tonny Foletta (Sauter, specialist)
- Rien van Noppen (Schlosser, specialist)

## Inhoud
De auteur, die pastoor was in een West-Duitse plattelandsgemeente putte uit de herinnering aan zijn verblijf in een Russisch krijgsgevangenenkamp. In dit stuk tekent hij de sfeer in zo’n kamp waar onder leiding van Duitse voormannen wordt gewerkt aan de bouw van een brug. De belangrijkste voorman, Roblek, is een actief communist. Omwille van zijn idee van wereldhervorming is hij bereid tot persoonlijke offers. Tegenover hem staat een priester, als “hospik” in het kamp werkzaam. Hij is doodmoe en verwaarloost zijn werk. Alleen als hij tot het uiterste geprest wordt, is hij nog tot een offer in staat, een offer dat hij uiteindelijk toch weer niet brengt. Roblek en de priester komen nooit tot elkaar. De communist blijft een idealist die aan de werkelijkheid voorbijgaat; de priester is een realist die in zichzelf de zwakheid gedemonstreerd ziet van de onvolkomen mens. Beide partijen schieten (nog) te kort, doordat ze niets van elkaar “leren”. Robleks dogmatische denken houdt te weinig rekening met onze gebrekkige menselijkheid; de priester blijft te veel bij de pakken neerzitten. Het stuk stelt vragen waarop het antwoord niet een-twee-drie kan worden gegeven. De kernvraag is die van christendom en priesterschap in een moderne maatschappij…